# Лёгкий (эсминец, 1905)
«Лёгкий» — эскадренный миноносец (контрминоносец) типа «Лейтенант Бураков».

## История строительства
Эскадренный миноносец заложен в начале 1905 года на стапеле судоверфи «Форже э Шантье Медитеране» в Тулоне по заказу Морского ведомства России. 2 (15) апреля 1905 года зачислен в списки судов Балтийского флота, спущен на воду 27 сентября (10 октября) 1905 года, вступил в строй в сентябре 1906 года. 27 сентября (10 октября) 1907 года официально причислен к подклассу эскадренных миноносцев.

## История службы
В 1912—1913 годах «Лёгкий» прошёл капитальный ремонт. Принимал участие в Первой мировой войне, нёс дозорную и конвойную службу, участвовал в постановке минных заграждений, противолодочной обороне. Участвовал в Февральской революции. С 25 октября (7 ноября) 1917 года в состав Красного Балтийского флота. 12 апреля 1918 года из-за невозможности проводки во льдах оставлен в Гельсингфорсе и в так называемом Ледовом походе участия не принимал. Позднее был интернирован германским командованием. 5-7 мая 1918 по условиям Брестского договора и Гангеуддского соглашения «Лёгкий» был возвращён РСФСР и переведён в Кронштадт. Участвовал в Гражданской войне, выставлял минные заграждения на подходах к Кронштадту (19 ноября 1918), входил в состав ДОТ. 28 октября 1920 года передан Всеобучу для использования в учебных целях. В 1924 году передан Комгосфондов для разоружения, демонтажа и разделки на металл. 21 ноября 1925 года исключён из списков кораблей РККФ.